# Gordon Bajnai
György Gordon Bajnai (n. 5 martie 1968, Szeged) este un om de afaceri maghiar, neafiliat politic nici unui partid, fost ministru al autoguvernărilor și al dezvoltării în guvernul lui Ferenc Gyurcsány, care în perioada 14 aprilie 2009 - 29 mai 2010 a îndeplinit funcția de prim-ministru al Ungariei.

## Cariera de afaceri
După absolvirea facultății, a lucrat la Creditum Pénzügyi Tanácsadó Kft. În anul 1993 a plecat în Anglia, după ce a lucrat cu Ferenc Gyurcsány la Eurocorp.
În perioada 1998-1999 a fost membru al Consiliului Director al Radio Danubius. În anul 2005 a fost numit în funcția de director al Budapest Airport și membru al Consiliului de Administrație al Zwack Unicum Rt.

## Cariera politică

### Prim-ministru
După ce premierul Ferenc Gyurcsány și-a dat demisia la congresul Partidului Socialist din 21 martie 2009, în urma negocierilor dintre socialiști și liberali din 29 și 30 martie 2009 a fost acceptată nominalizarea lui Gordon Bajnai pentru funcția de prim-ministru.
La prima conferință de presă din 30 martie 2009, Bajnai a vorbit despre un viitor greu și a promis reforme drastice.
Prima vizită oficială a făcut în iunie 2009 în Israel, unde a discutat cu Președintele Shimon Peres, cu Primul Ministru Benjamin Netanyahu și cu liderul opoziției, Tzipi Livni . Pentru a ajuta la instaurarea păcii din regiune, a făcut o vizită în Palestina, unde s-a întâlnit cu prim-ministrul palestinian .